# Falcidens strigisquamatus
Falcidens strigisquamatus is een schildvoetigensoort uit de familie van de Chaetodermatidae. De wetenschappelijke naam van de soort is voor het eerst geldig gepubliceerd in 1977 door Salvini-Plawen.